# Kiss Kiss Bang Bang (film 2005)
Kiss Kiss Bang Bang è un film del 2005 diretto da Shane Black, al suo esordio alla regia, e basato in parte sul romanzo di Brett Halliday Cadavere in trasferta.

## Trama
Harry Lockhart è un ladruncolo di mezza tacca che, in fuga dalla polizia, si ritrova nel bel mezzo di alcune audizioni per un film poliziesco e così suo malgrado si finge un aspirante attore. Quando inaspettatamente ottiene la parte, per calarsi perfettamente nel ruolo viene affiancato al famoso investigatore omosessuale Gay Perry von Shrike. I due formano una coppia mal assortita che si ritrova a indagare sul misterioso omicidio della sorella di Harmony, amica d'infanzia di Harry.

## Distribuzione
È stato presentato fuori concorso al 58º Festival di Cannes.

## Riconoscimenti
- Satellite Awards 2005: miglior attore non protagonista in un film commedia o musicale (Val Kilmer)